# Koudini
Koudini est un village de la commune de Belel situé dans la région de l'Adamaoua et le département de la Vina au Cameroun.

## Population
En 1967, Koudini comptait 130 habitants, principalement des Foulbe.
Lors du recensement de 2005, 1 016 personnes y ont été dénombrées.